# Don't Give Me Names
Don't Give Me Names is het tweede studioalbum van de Duitse band Guano Apes.
Het album werd op 6 mei 2000 uitgebracht. Het album bevat de single "Big in Japan" een cover van de eveneens Duitse band Alphaville. Het album behaalde in Nederland de 27ste plaats in de Album Top 100. Het album bereikte de status goud in thuisland Duitsland en in Zwitserland.

## Nummers
Alle muziek en teksten zijn geschreven door Guano Apes. behalve Big in Japan.

| 1.                 | "No Speech"                                           | 3:30 |
| 2.                 | Naamloos                                              | 2:49 |
| 3.                 | "Big in Japan" (Alphaville cover)                     | 2:49 |
| 4.                 | "Money & Milk"                                        | 2:39 |
| 5.                 | "Living in a Lie"                                     | 4:33 |
| 6.                 | "Dödel Up"                                            | 3:38 |
| 7.                 | "I Want It"                                           | 3:19 |
| 8.                 | "Heaven"                                              | 4:59 |
| 9.                 | "Mine All Mine"                                       | 3:49 |
| 10.                | "Too Close to Leave"                                  | 3:33 |
| 11.                | "Gogan"                                               | 2:48 |
| 12.                | "Anne Claire"                                         | 5:42 |
| 13.                | "Ain't Got Time" (bonusnummer op digipak)             | 2:43 |
| 14.                | "Living in a Lie" (unplugged, bonusnummer op digipak) | 4:27 |
| 15.                | "Anne Claire" (unplugged, bonusnummer op digipak)     | 5:09 |
| Totale duur: 57:27 |                                                       |      |

## Bezetting
- Sandra Nasić - zang
- Henning Rümenapp - gitaar
- Stefan Ude - basgitaar
- Dennis Poschwatta - drums

### Gastmuzikanten
- Marc Steylaerts, Veronique Gilis - viool
- Marc Tooten - Altviool
- Hans Vandaele - Cello
- Alberto Manzanedo Alvarez - Flamencogitaar, (op "Mine All Mine")
- Michael Wolpers - Percussie
- Dra Diarra - Percussie (op "Dodel Up")

## Externel link
- (en)  Don't Give Me Names op Discogs

- MusicBrainz release group: 9a3641db-6324-3db1-a406-075a2336e8bb